# Vasyl Oleksandrovych Vodolazhsky
Vasyl Oleksandrovych Vodolazhsky (1937–1992) là Thượng tá Quân đội Liên bang Xô viết, người tham gia xử lý hậu quả do thảm họa Chernobyl gây ra, và là Anh hùng Liên bang Nga (1995).

## Tiểu sử
Vasyl Vodolazhsky sinh ngày 9 tháng 2 năm 1937 tại làng Khotomlya (nay là  huyện Vovchansk thuộc tỉnh Kharkiv của Ukraina). Năm 1954, ông tốt nghiệp mười lớp của một trường học ở thành phố Kharkiv. Trong cùng năm đó, ông được triệu tập để phục vụ trong Quân đội Liên Xô. Năm 1959, Vodolazhsky tốt nghiệp trường hàng không quân sự ở thành phố Pugachov, tỉnh Saratov. Đến mùa xuân năm 1986, Đại tá Vasyl Vodolazhsky là Phó Chỉ huy Trung đoàn Trực thăng riêng 65 của Quân đoàn Không quân 26 thuộc Quân khu Belarus. Cùng năm đó, ông tham gia vào việc giải quyết hậu quả thảm họa Chernobyl.
Vào tháng 7 năm 1986, Vodolazhsky  được điều đến Chornobyl raion với tư cách là người đứng đầu nhóm phi công trực thăng kết hợp. Mặc dù thực tế là các phi công đã nhận được liều phóng xạ tối đa cho phép trong mười lăm ngày, nhưng chính Vodolazhsky vẫn ở đây trong ba tháng. Ông đã huấn luyện các phi công đổ vật liệu chặn lò phản ứng, và đã đào tạo được 33 phi hành đoàn. Mặc dù Vodolazhsky, với tư cách là một chỉ huy, không thể tham gia vào việc loại bỏ ngay hậu quả của vụ tai nạn, ông đã tham gia làm sạch mái nhà máy điện hạt nhân Chernobyl từ các mảnh vỡ của than chì phóng xạ, lắp đặt các bộ lọc không khí làm sạch không khí vào phòng điều hành của nhà máy điện hạt nhân. Trong những ngày đó, Vodolazhsky đã tự mình thực hiện 120 chuyến bay, thả khoảng 300 tấn vật liệu chặn vào lò phản ứng, trong khi liên tục giảm xuống thấp hơn nhiều so với chiều cao an toàn cho phép. Đến cuối chuyến đi tới Chornobyl, ông đã tiếp xúc với phóng xạ gấp hơn 3 lần so với điều kiện cho phép. Vào tháng 10 năm 1988, Vodolazhsky được cho nghỉ vì lí do sức khỏe. Ông đã được điều trị trong một thời gian dài tại bệnh viện quân đội Burdenko ở thủ đô nước Nga Moskva, nhưng việc điều trị không mang lại kết quả như mong đợi. Ông qua đời vì ảnh hưởng của phóng xạ vào ngày 18 tháng 6 năm 1992, và được chôn cất tại nghĩa trang của làng Korolev Stan, vùng Minsk, Belarus.

## Giải thưởng và vinh danh

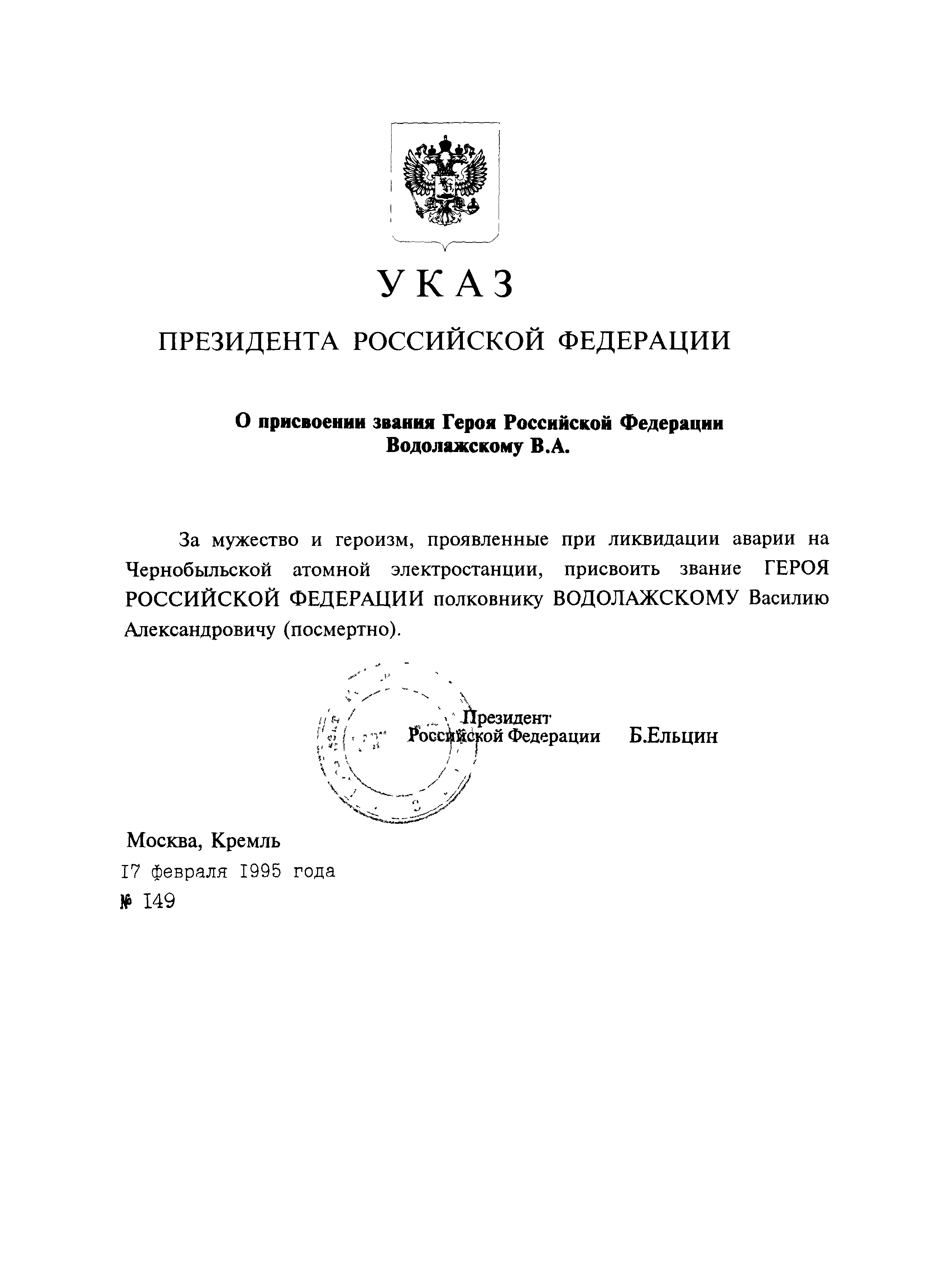
Sắc lệnh của tổng thống Nga ngày 17 tháng 2 năm 1995

Theo sắc lệnh của Tổng thống Liên bang Nga ngày 17 tháng 2 năm 1995, vì "lòng can đảm và chủ nghĩa anh hùng được thể hiện sau hậu quả của thảm họa Chernobyl", Thượng tá Vasyl Oleksandrovych Vodolazhsky đã được truy tặng danh hiệu cao nhất của Nga – Anh hùng Liên bang Nga. Vasyl Oleksandrovych Vodolazhsky cũng được coi ngang hàng với Anh hùng Belarus vì đã phục vụ cho nước Cộng hòa Belarus. Tuy nhiên, ông lại không được nhận danh hiệu này, nhưng các đãi ngộ vẫn được dành cho các thành viên gia đình ông. Ngoài ra, ông còn được trao tặng Huân chương "Phục vụ Tổ quốc trong Lực lượng vũ trang Liên bang Cộng hòa Xã hội chủ nghĩa Xô viết" hạng 3 và Huân chương "Huy hiệu danh dự", cũng như một số huân huy chương khác.
Một con đường ở thủ đô Minsk của Belarus được đặt theo tên ông để vinh danh Vodolazhsky.